# Црква Покрова Пресвете Богородице у Бресници
Црква Покрова Пресвете Богородице у Бресници, насељеном месту на територији града Чачка, припада Епархији жичкој Српске православне цркве и представља непокретно културно добро као споменик културе.
Црква посвећена Покрову Пресвете Богородице, подигнута је 1823. године на темељима старијег храма за који нема тачних и прецизних података од када датирају. Црква се налази у самом подножју порте, изграђена је од камена и дрвета као полубрвнара, без куполе и звоника и делом је укопана у земљу. Њен спољни изглед подсећа на старе српске куће.
У потпуности је обновљена 1998. године када је било и велико освећење. Међутим, у великом земљотресу 2010. године црква је прилично оштећена.